# Allogamus dacicus
Allogamus dacicus là một loài Trichoptera trong họ Limnephilidae. Chúng phân bố ở miền Cổ bắc.